# Pimen I van Moskou

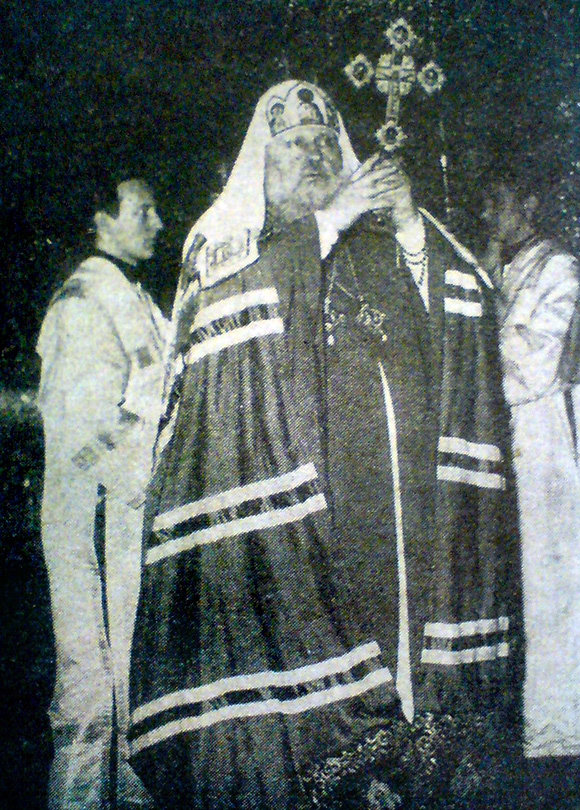
Pimen I van Moskou (1976)

Patriarch Pimen I (Russisch: Патриарх Пимен I), geboren als Sergej Michajlovitsj Izvekov (Russisch: Сергей Михайлович Извеков) (Noginsk, 23 juli (O.S. 10 juli) 1910 – Moskou, 3 mei 1990), was de 14e Patriarch van  Moskou, en hoofd van de Russisch-orthodoxe Kerk. Hij bekleedde deze functie van 1971 tot aan zijn dood in 1990.

## Biografie
Pimen I werd geboren in Noginsk. Op 5 december 1925 werd hij monnik in het Sretenskyklooster in Moskou. Als diaken en later als priester werkte hij in verschillende parochies in Moskou en hield hij zich bezig met kerkmuziek. Na de Tweede Wereldoorlog hernam hij zijn kloosterleven en bracht ook enkele jaren door in andere Russische kloosters en kathedralen, waaronder in Moerom, Odessa en Pskov. In die laatste stad werd hij in 1949 overste van het Holenklooster. In 1954 werd Pimen hoofd van de Troitse-Sergieva Lavra (Heilige Drie-eenheid en de Heilige Sergej te Zagorsk).
Op 14 november 1961 werd Pimen aangesteld als metropoliet van Leningrad en Staraja Ladoga. Vanaf 1963 leidde hij als metropoliet van Kroetitsk en Kolomna het bisdom Moskou en werd hij de naaste medewerker van patriarch Aleksi I van Moskou. Tevens kreeg hij dat jaar de Orde van de Rode Vlag van de Arbeid, een van de hoogste onderscheidingen in de Sovjet-Unie. Pimen was vanaf 1963 lid van de wereldvredesraad en vertegenwoordigde Russisch-orthodoxe Kerk op verschillende conferenties in het buitenland. Zijn voornaamste bekommernis lag echter op het pastorale en administratieve vlak. Na de dood van patriarch Aleksi werd Pimen in 1971 verkozen tot 14e patriarch.
Bij de benoeming was er geen schriftelijke geheime stemming. Pimen was de enige voorgeschreven kandidaat. Hij moest mondeling gekozen worden. Ieder afgevaardigde moest zeggen: "Ik, de geestelijkheid en de gelovigen van het diocees (...) kies als patriarch van Moskou en geheel Rusland zijne eminentie Pimen, metropoliet van Kroetitsk." Hiertegen hebben bisschoppen uit het Westen; metropoliet Anthony (Bloom) van Sourozh, aartsbisschop Basil (Krivocheine) van Brussel en België en bisschop Dionissij (Loekine) van Rotterdam zich verzet.
Pimen had als patriarch de taak om een christelijke kerk te leiden in een staat die werd geregeerd door een Communistische Partij die openlijk beweerde atheïst te zijn. De staat legde de macht van de kerk sterk aan banden. Pimen werkte nauw samen met de autoriteiten. Zo nam hij deel aan talloze 'vredesbewegingen' gesponsord door de overheid. In 1969 en 1971 kreeg hij de Vredesfondsmedaille en in 1970 de Gouden Medaille "Борцу за мир" ("Vechter voor Vrede"). 
Tegen het einde van zijn periode als patriarch organiseerde Pimen een viering ter gelegenheid van het duizendjarig jubileum van de doop van het Kievse Rijk.
Zijn opvolger werd patriarch Aleksi II van Moskou.